# 國立東南聯合大學
國立東南聯合大學，簡稱東南聯大，是中華民國國民政府在抗日戰爭時期計畫將一部份從上海撤退、內遷的高等教育學校於控制區域整併成一所聯合辦學的國立大學。

## 校史

### 戰時上海內遷
1937年八一三事變，中華民國教育部認為日軍不會進犯上海公共租界，於是令各校遷入租界辦學，隨著局勢惡化，1937年9月，国立暨南大学校长何炳松、国立交通大学校长黎照寰均建請教育部要求迁校，還有国立同济大学校长翁之龙另闢蹊徑自行在浙江金華尋覓校地遷校，同時，大型私立學校，如：复旦大学、大夏大学、大同大学、光华大学四校也联合呈请教育部，希望组成聯合大學内迁。其餘較小規模的國立或私立高校則未考慮或缺乏內遷之意願。後來於1941年末日軍試圖對租界進行控制，所以1942年1月陈立夫任命何炳松为东南联大筹备委员会主任委員，下令上海所有大專院校“除在内地已设有分校外，一律参加东南联合大学”，受戰火影響，撤退到浙江金華的學生共各校200餘名。又遭遇金華將淪陷的局面，东南联大筹备处随國立暨南大學迁往福建建阳，惟再次內遷導致交通更不易，東南聯大維持了一年半，後於1943年6月，文理商三学院和先修班并入国立暨南大学，法学院和艺术专修科併入国立英士大学。

### 倡議在臺復校
教育部在1970年計畫將尋求在臺復校的國立中山大學、暨南大學及北洋大學，三校整合為國立東南聯合大學，並以高雄市為復校選址，惟遭到外界反對，也未獲行政院核准。事隔數年，另據民生報載1980年代有傳聞國立東南聯合大學籌備委員會於花蓮視察校地策畫復校事宜，當時教育部出面澄清復校一事是民間人士私自所為，此外還有花蓮區域立法委員郭榮宗耳聞國立北洋大學、同濟大學、武漢大學、河南大學、西北大學五校，計畫在臺復校，並籌備以國立東南聯合大學為校名，東南聯大復校於花蓮乃至台灣東部地區建校一事直至1987年仍見於報載。